# Чуюнчі-Ніколаєвка
Чуюнчі́-Нікола́євка (рос. Чуюнчи-Николаевка, башк. Суйынсы-Николаевка) — село у складі Давлекановського району Башкортостану, Росія. Входить до складу Чуюнчинської сільської ради.
Населення — 558 осіб (2010; 506 в 2002).
Національний склад:
- чуваші — 97 %